# دیدارهای فوتبال ایران و هنگ کنگ
تیم‌های ملی فوتبال ایران و هنگ کنگ تاکنون ۹ بار در مقابل یکدیگر قرار گرفته‌اند که حاصل این بازیها، ۹ پیروزی برای ایران بوده‌است. (یک بار نیز تیم فوتبال برق شیراز در تورنمنت دوستی پکن در سال ۱۳۵۶ با عنوان تیم ایران در مقابل هنگ کنگ به میدان رفته و با نتیجه یک بر صفر شکست خورده است که در آمار مسابقات رو در روی این دو تیم به حساب نمی‌آید.)
در این بازیها جمعاً ۲۶ گل به ثمر رسیده‌است که سهم تیم ایران ۲۳ گل و سهم تیم هنگ کنگ ۳ گل می‌باشد

## نخستین بازی
دو تیم ایران و هنگ کنگ در تاریخ ۲۰ اردیبهشت ۱۳۴۷ در رقابتهای جام ملت‌های آسیا ۱۹۶۸ برای اولین بار به مصاف هم رفتند که ایران پیروز شد.

## بهترین برد
بهترین برد ایران در برابر هنگ کنگ کسب نتیجه ۴ بر صفر می‌باشد که در سال ۱۴۰۲ حاصل شده‌است.

## بررسی کلی بازیها
| بردهای ایران   | ۹ بازی |               | گل‌های ایران | ۲۳ گل                            |        | بازی‌های برگزار شده در ایران | ۳ بازی |
| مساوی          | ۰      | گل‌های هنگ کنگ | ۳ گل        | بازی‌های برگزار شده در کشور بی‌طرف | ۳ بازی |                             |        |
| بردهای هنگ کنگ | ۰ بازی |               |             | بازی‌های برگزار شده در هنگ کنگ    | ۳ بازی |                             |        |
| مجموع بازی‌ها   | ۹ بازی | مجموع گل‌ها    | ۲۶ گل       | مجموع بازی‌ها                     | ۹ بازی |                             |        |

## عنوان بازی‌ها
| #   | عنوان بازی        | تعداد بازی | برد ایران | برد هنگ کنگ | مساوی |
| --- | ----------------- | ---------- | --------- | ----------- | ----- |
| ۱   | جام ملت‌های آسیا   | ۲          | ۲         | ۰           | ۰     |
| ۲   | مقدماتی جام جهانی | ۷          | ۷         | ۰           | ۰     |
| جمع | جمع               | ۹          | ۹         | ۰           | ۰     |

| عملکرد دو تیم در بازیهای رسمی | عملکرد دو تیم در بازیهای رسمی | عملکرد دو تیم در بازیهای رسمی | عملکرد دو تیم در بازیهای رسمی |
| ----------------------------- | ----------------------------- | ----------------------------- | ----------------------------- |
| بازی                          | برد ایران                     | برد هنگ کنگ                   | مساوی                         |
| ۹ بازی                        | ۹ بازی                        | -                             | -                             |

## میزبان و میهمان
| بازی‌هایی که در ایران برگزار شده‌است       | بازی‌هایی که در ایران برگزار شده‌است | بازی‌هایی که در ایران برگزار شده‌است | بازی‌هایی که در ایران برگزار شده‌است |
| تیم                                      | برد                                | مساوی                              | باخت                               |
| ---------------------------------------- | ---------------------------------- | ---------------------------------- | ---------------------------------- |
| ایران                                    | ۳                                  | ۰                                  | ۰                                  |
| هنگ کنگ                                  | ۰                                  | ۰                                  | ۳                                  |
| بازی‌هایی که در هنگ کنگ برگزار شده‌است     |                                    |                                    |                                    |
| تیم                                      | برد                                | مساوی                              | باخت                               |
| ایران                                    | ۳                                  | -                                  | -                                  |
| هنگ کنگ                                  | -                                  | -                                  | ۳                                  |
| بازی‌هایی که در کشوری بی‌طرف برگزار شده‌است |                                    |                                    |                                    |
| تیم                                      | برد                                | مساوی                              | باخت                               |
| ایران                                    | ۳                                  | ۰                                  | ۰                                  |
| هنگ کنگ                                  | ۰                                  | ۰                                  | ۳                                  |

## فهرست کلی بازی‌ها
| تعداد | تاریخ      | نتیجه بازی        | ورزشگاه / شهر                       | عنوان بازی‌ها                                  | گلزنان                                                          |
| ----- | ---------- | ----------------- | ----------------------------------- | --------------------------------------------- | --------------------------------------------------------------- |
| ۹     | ۱۴۰۳/۰۳/۱۷ | هنگ کنگ ۲–۴ ایران | ورزشگاه هنگ کنگ، سو کن پو           | مقدماتی جام جهانی ۲۰۲۶ و جام ملت‌های آسیا ۲۰۲۷ | طارمی (۱۲-پ، ۳۴-پ، ۵۶) - آزمون (۶۵) ** هی وای (۱۴) - پینتو (۵۹) |
| ۸     | ۱۴۰۲/۱۰/۲۹ | ایران ۱–۰ هنگ کنگ | ورزشگاه خلیفه، دوحه                 | جام ملت‌های آسیا ۲۰۲۳                          | قایدی (۲۴)                                                      |
| ۷     | ۱۴۰۲/۰۸/۲۵ | ایران ۴–۰ هنگ کنگ | ورزشگاه آزادی، تهران                | مقدماتی جام جهانی ۲۰۲۶ و جام ملت‌های آسیا ۲۰۲۷ | آزمون (۱۳ - ۱۵) - طارمی (۸۷) - رضائیان (۲+۹۰)                   |
| ۶     | ۱۴۰۰/۰۳/۱۳ | ایران ۳–۱ هنگ کنگ | ورزشگاه المحرق، عراد                | مقدماتی جام جهانی ۲۰۲۲ و جام ملت‌های آسیا ۲۰۲۳ | قلی زاده (۲۳) – امیری (۶۱) – انصاریفرد (۸۴) ** سیو کوان (۸۵)    |
| ۵     | ۱۳۹۸/۰۶/۱۹ | هنگ کنگ ۰–۲ ایران | ورزشگاه هنگ کنگ، هنگ کنگ            | مقدماتی جام جهانی ۲۰۲۲ و جام ملت‌های آسیا ۲۰۲۳ | آزمون (۲۳) – انصاریفرد (۵۴)                                     |
| ۴     | ۱۳۶۷/۰۳/۰۶ | ایران ۲–۰ هنگ کنگ | ورزشگاه داسارات رانگاسالا، کاتماندو | مقدماتی جام ملت‌های آسیا ۱۹۸۸                  | قایقران (۹) – مرفاوی (۷۳)                                       |
| ۳     | ۱۳۵۶/۰۸/۲۷ | ایران ۳–۰ هنگ کنگ | ورزشگاه آریامهر، تهران              | مقدماتی جام جهانی ۱۹۷۸                        | کازرانی (۱۹) – جهانی (۳) و (۳۵)                                 |
| ۲     | ۱۳۵۶/۰۳/۲۹ | هنگ کنگ ۰–۲ ایران | ورزشگاه هنگ کنگ، هنگ کنگ            | مقدماتی جام جهانی ۱۹۷۸                        | کازرانی (۲۲) – جهانی (۷۷)                                       |
| ۱     | ۱۳۴۷/۰۲/۲۰ | ایران ۲–۰ هنگ کنگ | ورزشگاه امجدیه، تهران               | جام ملت‌های آسیا ۱۹۶۸                          | بهزادی (۲۰) – جباری (۵۸)                                        |

## گلزنان
۱۳ بازیکن ایرانی با پیراهن تیم ملی ایران موفق به زدن گل به تیم هنگ کنگ شده‌اند که سردار آزمون و مهدی طارمی با زدن ۴ گل بهترین گلزنان ایران در تاریخ جدالهای تیم ملی ایران برابر تیم ملی هنگ کنگ می‌باشند.

### گلزنان ایران
- ۴ گل: مهدی طارمی – سردار آزمون
- ۳ گل: غفور جهانی
- ۲ گل: حسین کازرانی – کریم انصاری‌فرد
- ۱ گل: همایون بهزادی – علی جباری – سیروس قایقران – صمد مرفاوی – علی قلی‌زاده – وحید امیری – رامین رضائیان – مهدی قایدی

### گلزنان هنگ کنگ
- ۱ گل: چنگ سیو کوان – ما هی وای – آنتونی پینتو